# Trachelolabus burmaensis
Trachelolabus burmaensis es una especie de coleóptero de la familia Attelabidae.

## Distribución geográfica
Habita en Birmania.